# Кодуа, Даян
Даян Кодуа (род. 7 сентября 1980 г.) — немецко-ганская актриса, модель и писательница. В 2001 она стала первой и единственной чернокожей женщиной, победившей на конкурсе красоты в Германии. Снималась во множестве американских и немецких фильмов и была почетным послом африканского континента в Германии в 2005.

## Биография
В 10 лет Даян вместе с родителями переехала из Ганы в Германию в поисках лучшей жизни. Даян принадлежит к племени ашанти, и язык тви является для неё вторым родным языком наряду с немецким; позже она также практиковала французский и английский языки. Подростком Даян пела и выступала на подтанцовках у Chris de Burgh, Sasha, Lou Bega, Haddaway, Right Said Fred и ряда других исполнителей.
В Кильском университете Даян получила степень помощника по экономическим вопросам. В дальнейшем занялась обучением актёрскому мастерству в Берлине и Лос-Анджелесе.

## Карьера
Очень скоро она начала выступать на подиуме и в 2001 г. стала первой и до сих пор единственной чернокожей Мисс Шлезвиг-Гольштейн. Заказы от модных домов и известных дизайнеров, таких как Versace, Escada и Тьери Мюглер не заставили себя ждать. Затем она начала обучаться актёрскому мастерству в Тренерской компании Берлина. Продолжила обучение в Howard Fine Theater of Arts и на студии Таши Смит в Лос-Анджелесе.
В США Даян работала в таких крупных проектах, как Юристы Бостона и Страсти, а также снималась в полнометражных фильмах Адреналин и Lords of the Underworld.

## Избранная фильмография

### ТВ
2002: Wenn zwei sich trauen
2003: Wahnsinnsweiber
2003: Hai-Alarm auf Mallorca
2003: Balko — Death of a Driving Instructor
2008: Aktenzeichen XY … ungelöst
2008: Dr. Molly & Karl — His Fight
2009: Der Dicke — Behind Closed Doors
2010: Unter Verdacht — The Elegant Solution
2011: Die Pfefferkörner — Enslaved
2015: Männer! Alles auf Anfang — Men Economy
2016: Phoenixsee (6 серий)
2016: Eltern allein zu Haus — Die Winters
2017: Tatort — In the End You Go Naked

### Кинематограф
- 2004: The Stoning
- 2005: Lords of the Underworlds
- 2006: Адреналин
- 2007: Krauts, Doubts & Rock 'n' Roll
- 2012: Die elegante Lösung
- 2016: T.H.U.G: True Hustler Under God

### Дипломные работы и короткий метр
2006: In other Words
2009: Fremdenzimmer
2009: Peripheres Verlangen
2010: Wenn Bäume Puppen tragen

### Театральные постановки
2007: Diverting Devotion
2007: Barefoot in the Park
2013: Mephisto

### Другое
2008: Ajabu (Компьютерная игра) — озвучка пяти различных персонажей.
2008: CAINE 09 — Kartaan (Hörspiel) — Stimme Djamilla und Schwester Bagozi
2013: Гость в шоу DAS! Rote Sofa
2013: Гость в NDR Talk Show
2014: Herausgeberin: My Black Skin: Schwarz. Erfolgreich. Deutsch.Seltmann+Söhne, Lüdenscheid / Berlin, ISBN 978-3944721002